# São Tomé og Príncipes flag
São Tomé og Príncipes flag består af tre vandrette bånd i farverne grønt, gult, grønt, hvor det midterste gule bånd er bredere end det omgivende grønt. Flaget har en rød trekant i den inderste kant og to sorte fempunkede stjerner i det gule felt. Flaget blev indført den 5. november 1975 og har et forhold på 1:2.[kilde mangler]